# Odontochilus poilanei
Odontochilus poilanei är en orkidéart som först beskrevs av François Gagnepain, och fick sitt nu gällande namn av Paul Ormerod. Odontochilus poilanei ingår i släktet Odontochilus och familjen orkidéer. Inga underarter finns listade i Catalogue of Life.